# Stela Huțan Palade
Stela Huțan Palade  (n. 14/27 martie 1921, Gura Humorului – d. 15 august 2010, București) a fost cea mai tânără aviatoare română care a făcut parte din Escadrila Albă (Escadrila 108 Transport Ușor), campania 1943 - Crimeea, cu avioane pilotate exclusiv de femei, care transportau răniții de pe front în timpul celui de-al Doilea Război Mondial.

## Biografie
A fost sora Vioricăi Elena Huțan, prima femeie însoțitoare de bord din România.
A absolvit liceul la Cernăuți și s-a înscris la universitate în același oraș.
în anul 1940 s-a mutat cu familia la București. Fiind orfană de tată din anul 1930, iar mama fiind pensionară cu patru copii, a decis să-și susțină familia angajându-se la Societatea Franco-Română deoarece cunoștea bine limbile franceză și germană. În paralel cu noul loc de muncă și încurajată de fratele ei, s-a înscris la școala de planorism și aviație. La vârsta de 19 ani a avut primul contact cu un aerodrom.
În 1941 a obținut brevetul de planorist și s-a înscris la cursurile teoretice pentru zborul cu motor, la Politehnica din București.
În 1942 a luat cursuri de pilot la Roșiorii de Vede, obținând brevetul de pilot civil. La scurt timp și-a reconfigurat brevetul civil în brevet militar în cadrul Școlii Militare Ziliștea-Buzău (actuala Școală Militară de Maiștri Militari și Subofițeri a Forțelor Aeriene „Traian Vuia“, Boboc).
A fost căsătorită cu căpitanul Palade Petre.

## Activitate
Având doar 20 de ani, își dorea să facă parte din escadrila de avioane formată din femei-pilot în cadrul celui de-al Doilea Război Mondial. În urma demisionării unei colege a avut această oportunitate.
Pe data de 8 iulie 1943, cinci aviatoare, printre care și Viorica Huțan, au făcut parte din Escadrila 108 care s-a deplasat pe aerodromul Simferopol-Crimeea. Aici a ajutat la transportul răniților de pe frontul din Kuban la Simferopol, transferând într-un timp relativ scurt peste 200 de grav răniți. În perioada războiului a participat la multe misiuni de recunoaștere printre care:
- 13 iulie 1943 pe ruta: Simferopol - Sarabuz - Simferopol;
- 14 iulie 1943 pe ruta: Simferopol - Kerci - Simferopol;
- 19 iulie 1943 pe ruta: Simferopol - Kerci - Simferopol;[6]

În martie 1944 a primit repartiție la Târgu Jiu.
În 1949 a obținut brevetul de instructor de zbor și a continuat să se antreneze până în 1953 obținându-și licența de zbor.
A lucrat ca funcționar la Societatea de Telefon din București, ulterior la Ministerului Poștei și Telecomunicațiilor, unde a lucrat 32 de ani, încheindu-și carierea la Serviciul Relații Internaționale.
După pensionare a colaborat voluntar la Federația Aeronautică Română și la Aeroclubul Aviației unde a fost aleasă ca reprezentantă a aviatoarelor române în retragere.
Împreună cu Elena Șenchea-Popescu a inițiat multe activități printre care: 
- găsirea mormântului primei aviatoare române Elena Caragiani în Cimitirul Bellu și amplasarea unei elice cu fotografia acesteia ca simbol funerar;
- a ajutat la concesionarea permanentă, cu acte legale, a mormintelor primelor patru aviatoare române (Maria Adam, Jana Iliescu, Maria Voitec și Victoria Comșa) căzute cu monoplanul[7], împreună cu instructorul lor Nicolae Evghenovici, înhumate în cimitirul Ghencea Militar, de unde au fost preluate osemintele și băgate într-un osuar;
- a înființat o bibliotecă aviatică la Liga Aeriană din București;

Prin Liga Aeriană a intervenit la primăria București, la serviciul de Arhitectură și Sistematizare, pentru ca două străzi din cartierul Aviatorilor să poarte numele Elenei Caragiani, prima pilot-aviator român și respectiv al Smarandei Brăescu, prima parașutistă română de renume mondial.
A ținut legătura cu Federația Aeronautică Internațională din Paris și personal a făcut prezentări în școli pentru promovarea aviației române și mai ales a celei feminine.